# Medhi Benatia
Medhi Benatia (Courconnes,  17 april 1987) is een Frans-Marokkaans voormalig profvoetballer die doorgaans als verdediger speelde. Hij beëindigde in 2021 zijn carrière. Benatia stond onder contract bij clubs als Olympique Marseille, AS Roma, FC Bayern Munchen en Juventus FC. Ook was hij van 2008 tot en met 2019 actief in het Marokkaans voetbalelftal waarvoor hij 63 interlands speelde en twee keer scoorde.

## Clubcarrière
Benatia stroomde door vanuit de jeugd van Olympique Marseille, maar speelde daarvoor nooit in het eerste elftal. In plaats daarvan verhuurde club hem eerst aan Tours, vervolgens aan FC Lorient en liet ze hem in juli 2008 transfervrij vertrekken naar Clermont Foot. Hiermee speelde hij twee seizoenen in de middenmoot van de Ligue 2.
Benatia tekende in juli 2010 een contract bij Udinese, dat hem transfervrij inlijfde. Hiermee werd hij in de volgende drie seizoenen achtereenvolgens vierde, derde en vijfde in de Serie A. Hij speelde twee jaar achter elkaar met de Italiaanse ploeg in de voorrondes van de UEFA Champions League, maar kwam die beide keren niet door. In 2011/12 kwam hij met Udinese wel tot de achtste finales van de UEFA Europa League.
Benatia tekende op 18 juli 2013 een vijfjarig contract bij AS Roma, dat circa € 13,5 miljoen voor hem betaalde. De Italiaanse krant La Gazzetta dello Sport nam hem dat jaar op in een elftal met topaankopen in de Serie A. Hij speelde dat jaar het grootste gedeelte van de competitiewedstrijden van de club, waarmee hij tweede werd achter Juventus. Het bleek zijn enige jaar bij AS Roma.
Benatia tekende in augustus 2014 een contract tot medio 2019 bij FC Bayern München, dat € 26 miljoen voor hem betaalde. Daarnaast werd AS Roma tot maximaal € 4 miljoen aan eventuele latere bonussen in het vooruitzicht gesteld. Benatia werd in de volgende seizoenen twee keer achter elkaar landskampioen met de Duitse club, maar geen basisspeler. Wel debuteerde hij in dienst van Bayern München in het hoofdtoernooi van de Champions League, waarin hij twee jaar achter elkaar de halve finale haalde met zijn ploeggenoten. Hij maakte in de halve finale van 2014/15 zijn eerste doelpunt in het toernooi, de 1–0 tijdens een met 3–2 gewonnen wedstrijd tegen FC Barcelona. Dit was niet genoeg nadat De Spaanse club thuis met 3–0 won.
Bayern München verhuurde Benatia in juli 2016 voor een jaar aan Juventus, de kampioen van Italië in de voorgaande vijf seizoenen. Dat kreeg daarbij een optie om hem definitief over te nemen. De Italiaanse club maakte in mei 2017 van die mogelijkheid gebruik en gaf Benatia een contract tot medio 2020. Juventus betaalde € 17 miljoen voor hem aan Bayern München.
Op 25 januari maakte hij een transfer naar Qatarese Al-Duhail SC.
Benatia werd op 30 november 2023 aangesteld als technisch adviseur van Olympique Marseille. Daar volgende hij de ontslagen David Friio op.

## Clubstatistieken
| Seizoen | Club                | Competitie    | Competitie | Competitie | Beker | Beker | Internationaal | Internationaal | Totaal | Totaal |
| Seizoen | Club                | Competitie    | Wed.       | Dlp.       | Wed.  | Dlp.  | Wed.           | Dlp.           | Wed.   | Dlp.   |
| ------- | ------------------- | ------------- | ---------- | ---------- | ----- | ----- | -------------- | -------------- | ------ | ------ |
| 2006/07 | Olympique Marseille | Ligue 1       | 0          | 0          | 0     | 0     | —              | —              | 0      | 0      |
| 2006/07 | → Tours FC          | Ligue 2       | 29         | 0          | 1     | 0     | —              | —              | 30     | 0      |
| 2007/08 | → FC Lorient        | Ligue 1       | 0          | 0          | 1     | 0     | —              | —              | 1      | 0      |
| 2008/09 | Clermont Foot       | Ligue 2       | 27         | 1          | 1     | 0     | —              | —              | 28     | 1      |
| 2009/10 | Clermont Foot       | Ligue 2       | 30         | 1          | 2     | 0     | —              | —              | 32     | 1      |
| 2010/11 | Udinese             | Serie A       | 34         | 3          | 0     | 0     | —              | —              | 34     | 3      |
| 2011/12 | Udinese             | Serie A       | 27         | 1          | 0     | 0     | 11             | 1              | 38     | 2      |
| 2012/13 | Udinese             | Serie A       | 19         | 2          | 0     | 0     | 6              | 0              | 25     | 2      |
| 2013/14 | AS Roma             | Serie A       | 33         | 5          | 4     | 0     | —              | —              | 37     | 5      |
| 2014/15 | Bayern München      | Bundesliga    | 15         | 1          | 2     | 0     | 7              | 1              | 24     | 2      |
| 2015/16 | Bayern München      | Bundesliga    | 14         | 1          | 2     | 0     | 6              | 0              | 22     | 1      |
| 2016/17 | → Juventus          | Serie A       | 15         | 1          | 1     | 0     | 5              | 0              | 21     | 1      |
| 2017/18 | Juventus            | Serie A       | 20         | 2          | 4     | 2     | 8              | 0              | 32     | 4      |
| 2018/19 | Juventus            | Serie A       | 5          | 0          | 0     | 0     | 1              | 0              | 6      | 0      |
| 2018/19 | Al-Duhail           | Qatari League | 7          | 1          | 0     | 0     | 7              | 1              | 14     | 2      |
| 2019/20 | Al-Duhail           | Qatari League | 18         | 0          | 0     | 0     | 6              | 0              | 24     | 0      |
| 2020/21 | Al-Duhail           | Qatari League | 13         | 0          | 4     | 0     | 7              | 0              | 24     | 0      |
| 2021/22 | Fatih Karagümrük    | Süper Lig     | 6          | 0          | 0     | 0     | —              | —              | 6      | 0      |
| TOTAAL  | TOTAAL              | TOTAAL        | 312        | 19         | 22    | 2     | 64             | 3              | 398    | 24     |

## Erelijst
| Competitie          |                     |                           |                     |                     |
| Competitie          | Aantal              | Jaren                     |                     |                     |
| Olympique Marseille | Olympique Marseille | Olympique Marseille       | Olympique Marseille | Olympique Marseille |
| ------------------- | ------------------- | ------------------------- | ------------------- | ------------------- |
| UEFA Intertoto Cup  | 1x                  | 2004/05                   |                     |                     |
| Bayern München      |                     |                           |                     |                     |
| Bundesliga          | 2x                  | 2014/15, 2015/16          |                     |                     |
| DFB-Pokal           | 1x                  | 2015/16                   |                     |                     |
| Juventus            |                     |                           |                     |                     |
| Serie A             | 3x                  | 2016/17, 2017/18, 2018/19 |                     |                     |
| Coppa Italia        | 2x                  | 2016/17, 2017/18          |                     |                     |
| Supercoppa Italiana | 1x                  | 2017/18                   |                     |                     |
| Al-Duhail           |                     |                           |                     |                     |
| Qatar Stars League  | 1x                  | 2019/20                   |                     |                     |
| Emir of Qatar Cup   | 1x                  | 2019/20                   |                     |                     |